# Ijebu Igbo
Ijebu Igbo (Yoruba: Ìjẹ̀bú-Igbó) este un oraș din Nigeria.